# Giordanna Forte
Giordanna Forte (Porto Alegre, Rio Grande do Sul, 28 de novembro de 1985), é uma DJ e atriz brasileira. Em 2011 deixou a atuação para focar na carreira como DJ.

## Biografia
Nascida em Porto Alegre, Rio Grande do Sul, Giordanna sempre nutriu o sonho de ser atriz. Aos 14 anos passou a fazer cursos de teatro em sua cidade e integrando o teatro de seu colégio, chegando a participar de algumas pessoas escolares e outras municipais. Na época a atriz estudou por 4 anos teatro em uma Oficina de Atores, realizando alguns trabalhos de atuação em pequenas minisseries e seriados da RBS TV, afiliada da Rede Globo em Porto Alegre, sendo a de maior destaque a minisserie Continent de São Pedro, em 2002, que coontou a história do estado em que vivia.

## Carreira
Em 2002 estreou como atriz na minissérie Continente de São Pedro, da RBS TV em Porto Alegre. 'Em 2004 mudou-se para o Rio de Janeiro para fazer um curso de atores na Rede Globo e acabou realizando e passando nos testes para a novela Da Cor do Pecado, de João Emanuel Carneiro, conquistando um papél na trama. Giordanna estreou na Rede Globo no papél de Kika, uma adolescente rica controlada pela mãe Nívea (Mônica Torres) e pelo irmão Brad (Victor Perales), que acaba se apaixonando pelo surfista Sal (Thiago Martins), a quem a família tenta separar por ser pobre. Na ocasião Giordanna teve que aprender a andar de skate e gravar cenas em um hospital psiquiátrico.
Em 2006 Giovanna passou a integrar o elenco da 13ª temporada do seriado Malhação onde interpretou a moderinha Giovana Scarponi, aluna do colégio Múltipla Escolha e sobrinha do professor de biologia Afrânio (Charles Paraventi), com quem faz chantagens emocionais alegando abandono dos pais para conseguir dinheiro e liberdade para sair. Na trama a personagem é comicamente carente, sempre tentando chamar atenção, armando vários barracos na trama, além de morar na república dos alunos, onde cria rivalidade com Tuca (Karen Junqueira). Na ocasião a atriz teve que tingir os cabelos laranja florescente, corta-lo na altura dos queixo e usar um visual emocore para encarnar a personagem.
Em 2008 Giordanna interpretou a adolescente de 17 anos Cíntia na novela Chamas da Vida, na Rede Record, melhor amiga da personagem Vivi (Leticia Colin), que havia sido estuprada pelo falso professor pedófilo Lipe (André Di Mauro). Na trama Cíntia acaba sendo sequestrada por Lipe na tentativa de atrair sua amiga para tentar resgata-la, marcando a volta de Giordanna a um papél dramático. Em 2010 a atriz voltou a Rede Globo na pele da noviça Irmã Martírio na novela Ti Ti Ti, amiga da personagem Jaqueline (Claudia Raia)
Em 2011 deixou a carreira de atriz para focar-se como DJ – embora tenha feito uma última participação em Balacobaco em 2013 – discotecando por importantes casas noturnas do Rio de Janeiro e São Paulo como a The Week e Bubu Lounge, além de festas e eventos do Circo Voador. Em 2019 revelou que não tinha interesse em retomar a carreira de atriz.

## Filmografia

### Televisão
| Ano  | Programa                | Personagem       | Nota                          |
| ---- | ----------------------- | ---------------- | ----------------------------- |
| 2002 | Continente de São Pedro | Rosa             |                               |
| 2004 | Da Cor do Pecado        | Kika             |                               |
| 2006 | Malhação                | Giovana Scarponi | Temporada 13                  |
| 2008 | Chamas da Vida          | Cíntia Rocha     |                               |
| 2010 | Ti Ti Ti                | Irmã Martirio    | Episódios: "6–28 de dezembro" |

### Cinema
| Ano  | Filme    | Personagem |
| ---- | -------- | ---------- |
| 2011 | Kabbalah | Nivea      |

### Ligações Externas
Giordanna Forte no IMDb
Giordanna Forte no Instagram